# Parfait-Louis Monteil
Pour les articles homonymes, voir Monteil.
Parfait-Louis Monteil, né le 18 avril 1855 à Paris et mort le 29 septembre 1925 à Herblay, est un officier français, colonisateur de l'Afrique occidentale à la fin du XIXe siècle.

## Biographie
Bachelier ès-sciences en 1873, il est admis à l'École militaire de Saint-Cyr en 1874. Il en sort en 1876 et il choisit l'arme de l'infanterie de Marine. Il est affecté en qualité de sous-lieutenant au 1er régiment en garnison à Cherbourg. Sur sa demande il est envoyé au Sénégal en 1877. Le 8 mai 1879  il est nommé lieutenant. Il est affecté à la direction politique des affaires au Sénégal Il est fait capitaine et chevalier de la légion d'honneur.
En 1890-1892, il dirigea une expédition qui relia Saint-Louis au Sénégal, à Tripoli, en Libye,. Le commandant Monteil s'embarqua à Bordeaux le 30 septembre 1890, il partit de Saint-Louis le 20 octobre suivant. Il remonta le Sénégal, puis il gagna, par terre, le Niger, à Bamako. Sur le fleuve il alla jusqu'à Ségou, puis Ouagadougou. Il gagne ensuite Dori, Say, Il a alors accompli la première partie de sa mission. La seconde partie le mena d'abord à Sokoto, puis il gagna ensuite Kano où il arrive le 28 novembre 1891. Il arrive finalement à Tripoli, 27 mois après son départ.
Une blessure grave, reçue au cours de la guerre contre Samory Touré, mit fin à sa carrière militaire.
Un article publié en 1949 dans la Revue Défense nationale a retracé son aventure africaine.
Nationaliste antidreyfusard, Monteil est membre de la Ligue de la patrie française et dirige la Ligue des intérêts de la défense nationale. Il rencontre toutefois peu de succès en politique, échouant aux législatives de 1898 puis à la présidentielle de 1899.
Les papiers personnels du Colonel Parfait-Louis Monteil sont conservés aux Archives nationales sous la cote 66AP : Inventaire du fonds 66AP.

## Hommage et critiques
À Niamey, capital du Niger, un monument lui rendait hommage.
Dans une démarche de critique de l'héritage colonial, le 15 octobre 2024, la gouvernement nigérien remplace son visage par une plaque à l'effigie de Thomas Sankara, ancien président burkinabé et fervent défenseur du panafricanisme.